# Heinzův rybník
Heinzův rybník (též Horký rybník) je jedním ze tří hlavních rybníků v Jáchymově – společně se Seidlovým (Špičáckým) a Stadtteichem (Jezírkem). Nachází se na říčním kilometru 7,62 Eliášova potoka. Zatopená plocha měří 0,2 hektaru a objem vody činí 3 000 m³.

## Historie
Postaven byl v 16. století na Eliášově potoce, v horní části Eliášského údolí, podle plánů Antona Reisse a Jakuba Gensse (tedy stejně jako ostatní rybníky v oblasti). Společně se Stadtteichem, Seidlovým a dvěma nepojmenovanými rybníky poskytoval ročně 97 400 m³ vody pro potřeby dolů a jejich zařízení. Ze severních svahů nad rybníkem byly vybudovány dva vodní kanály se spádem k rybníku. Vodním kanálem zvaným Kunstgraben byla voda z Heinzova rybníka přiváděna do vodní štoly (Wassereinlass Stollen). Všechny tři kanály se zachovaly, v nejlepším stavu je Kunstgraben.
Okolo rybníka prochází naučná stezka Jáchymovské peklo.

## Ekologie
Vyskytuje se zde vzácná střevle potoční (Phoxinus phoxinus), čolek horský (Ichthyosaura alpestris) a skokan hnědý (Rana temporaria). Hnízdí zde skorec vodní (Cinclus cinclus) a konipas horský (Motacilla cinerea).

## Galerie

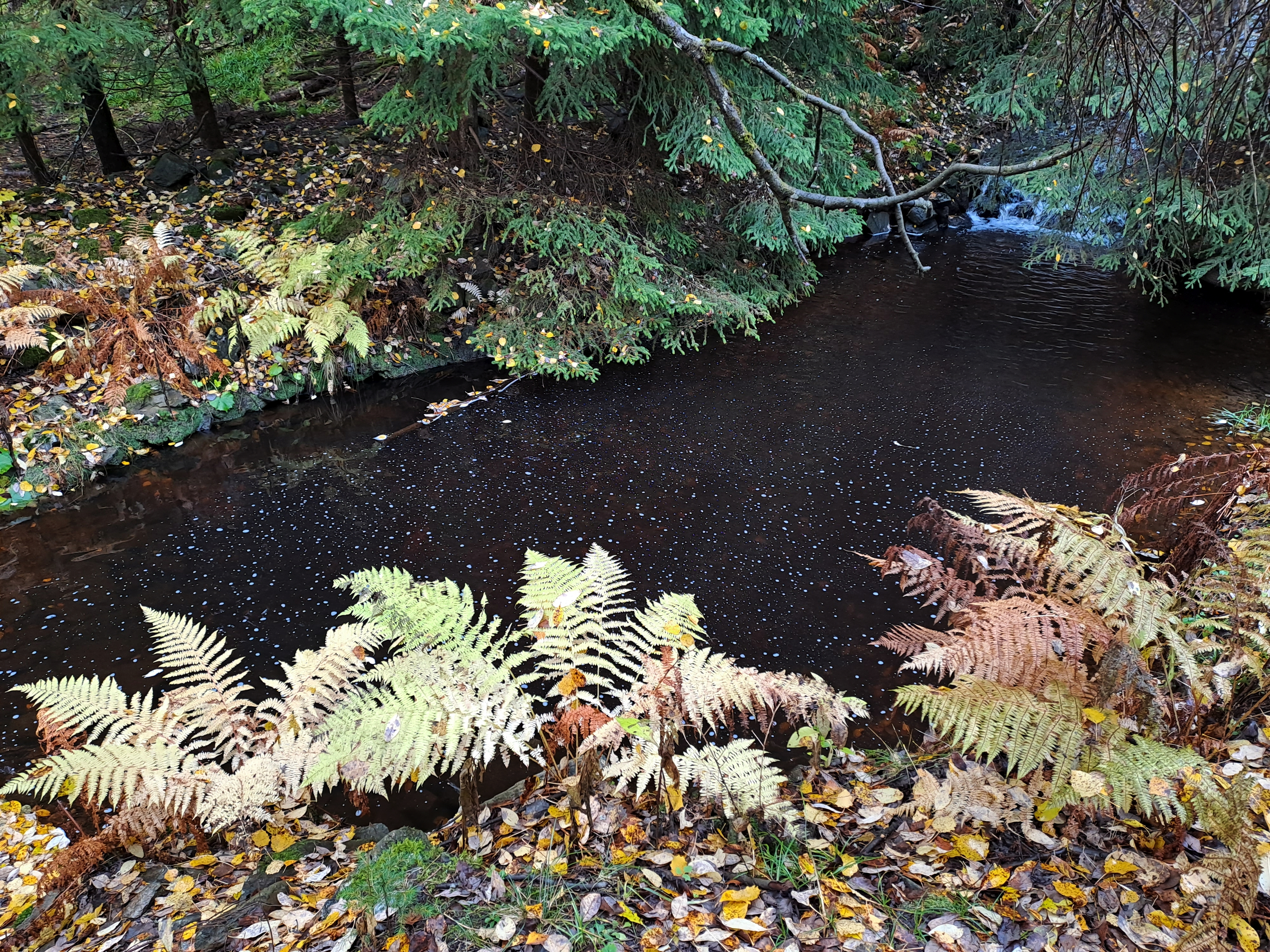
Vtok Eliášova potoka
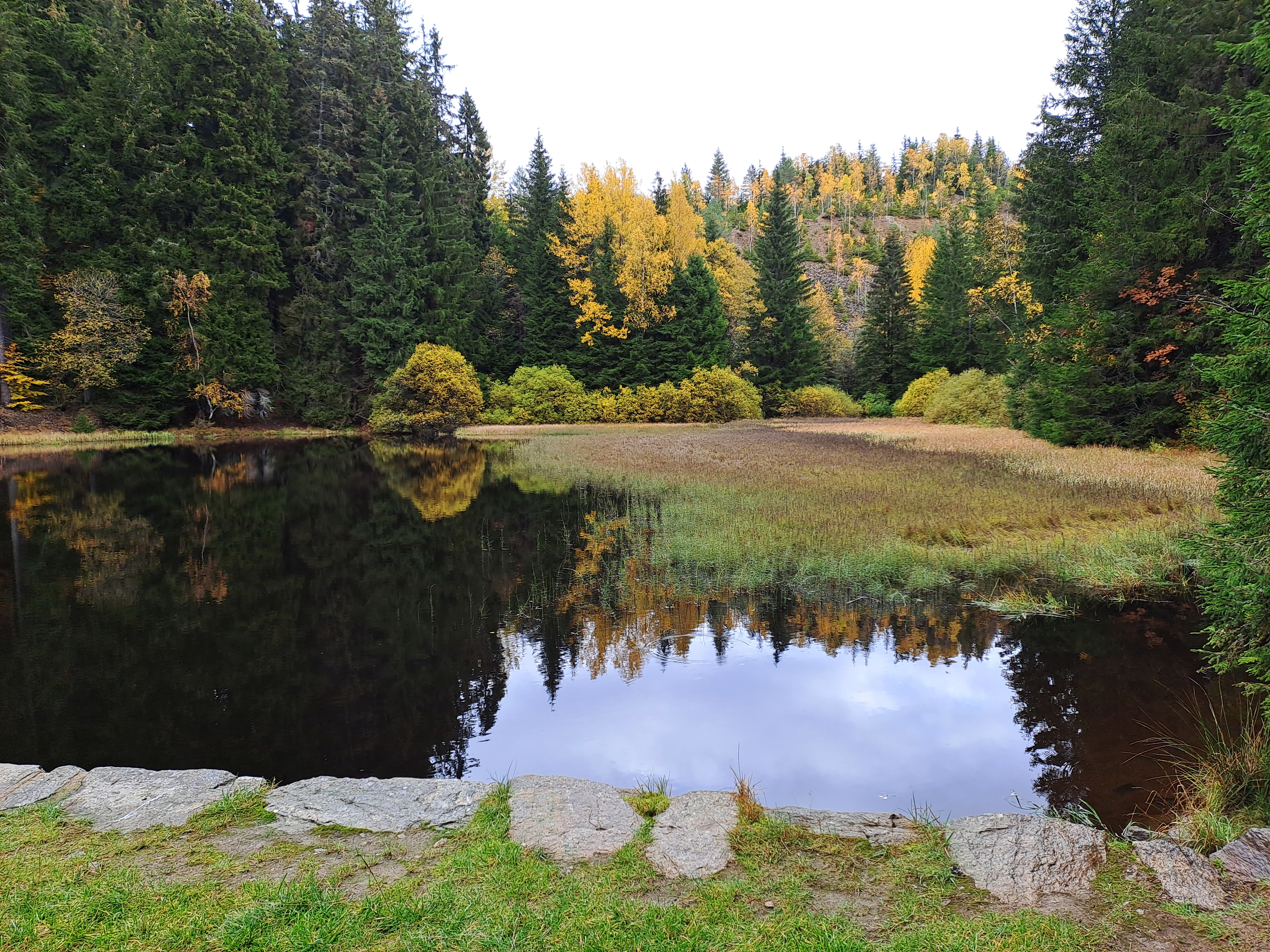
Pohled z hráze k odvalu dolu Eduard
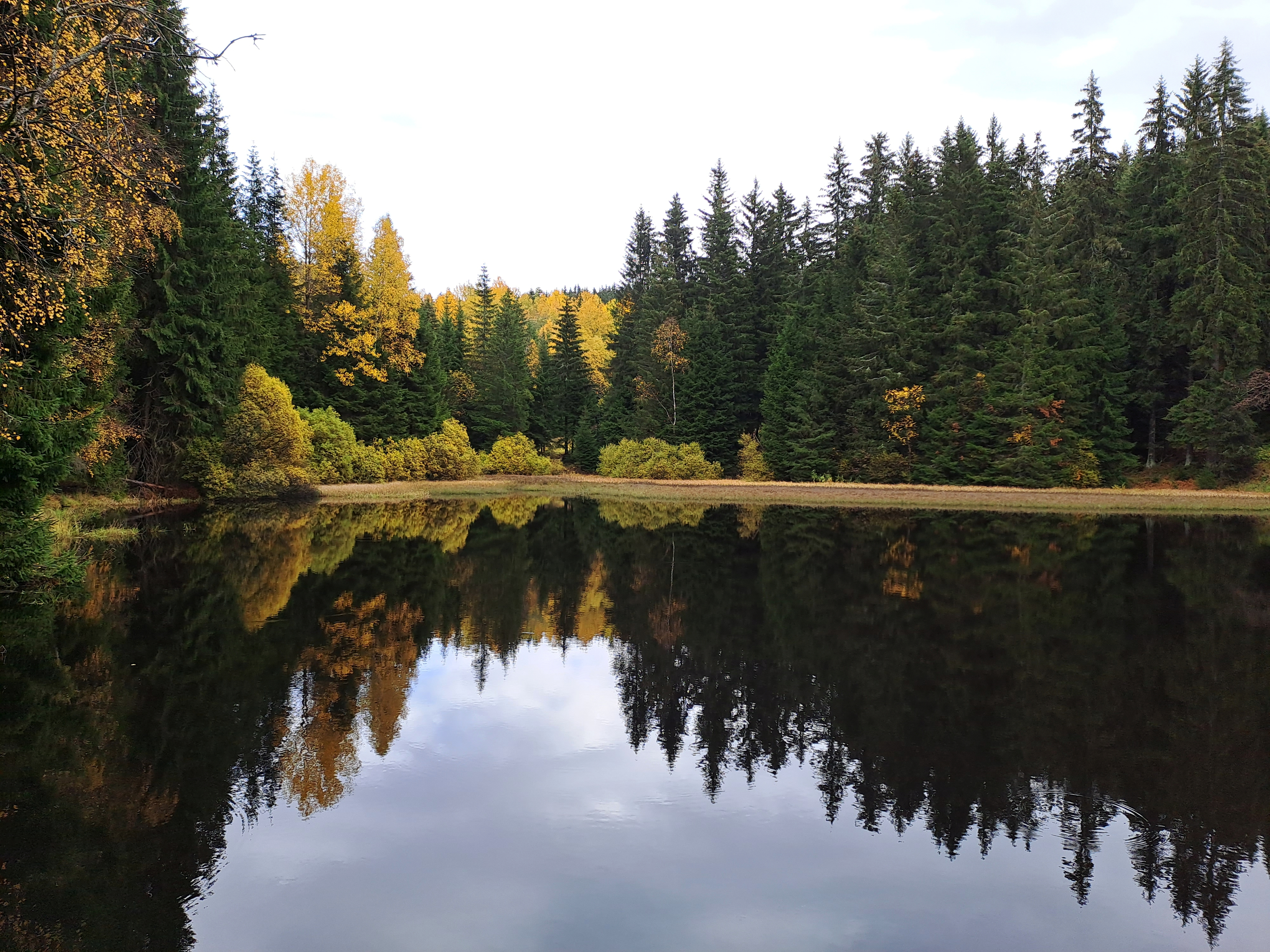
Pohled z hráze
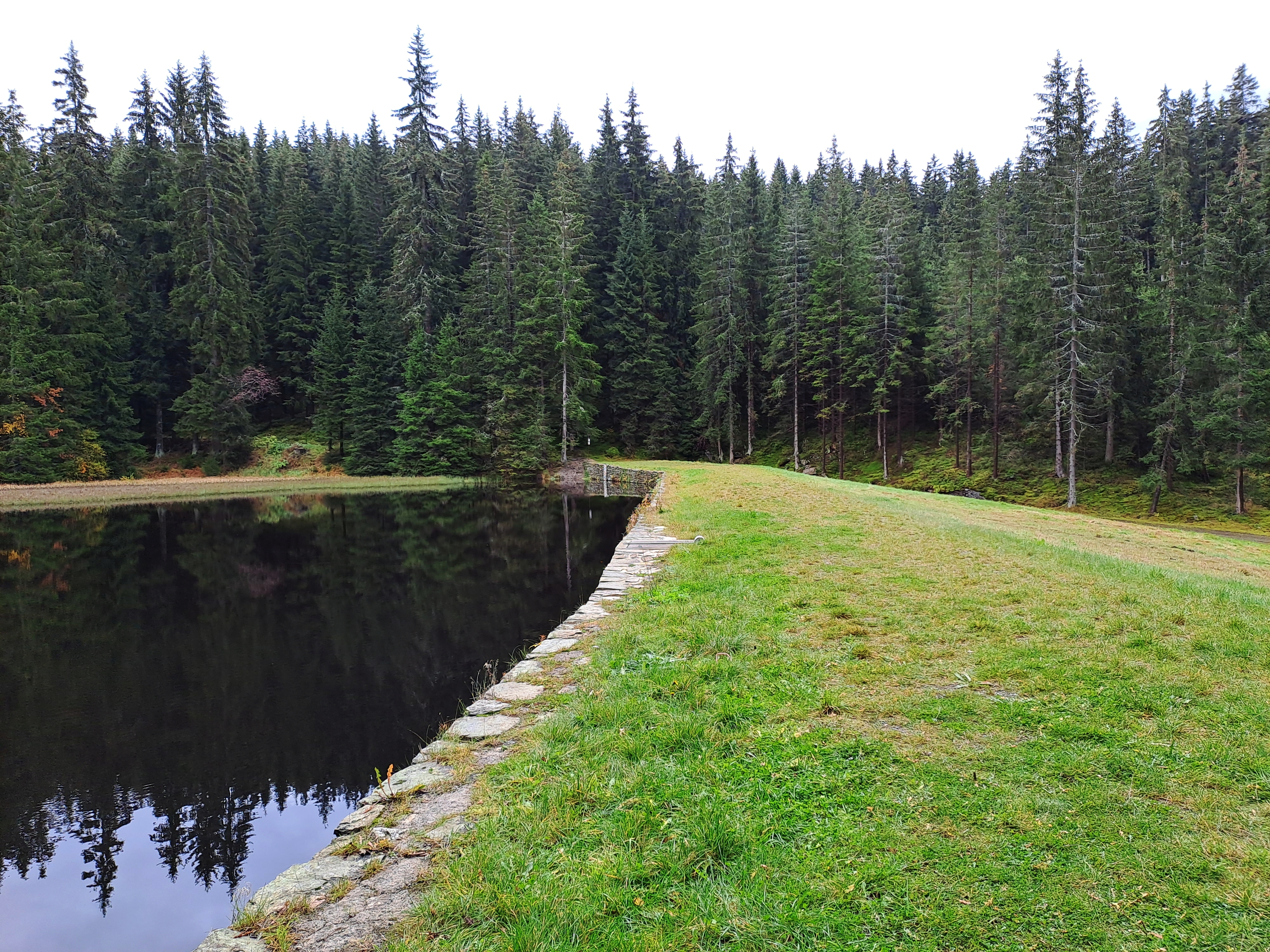
Hráz
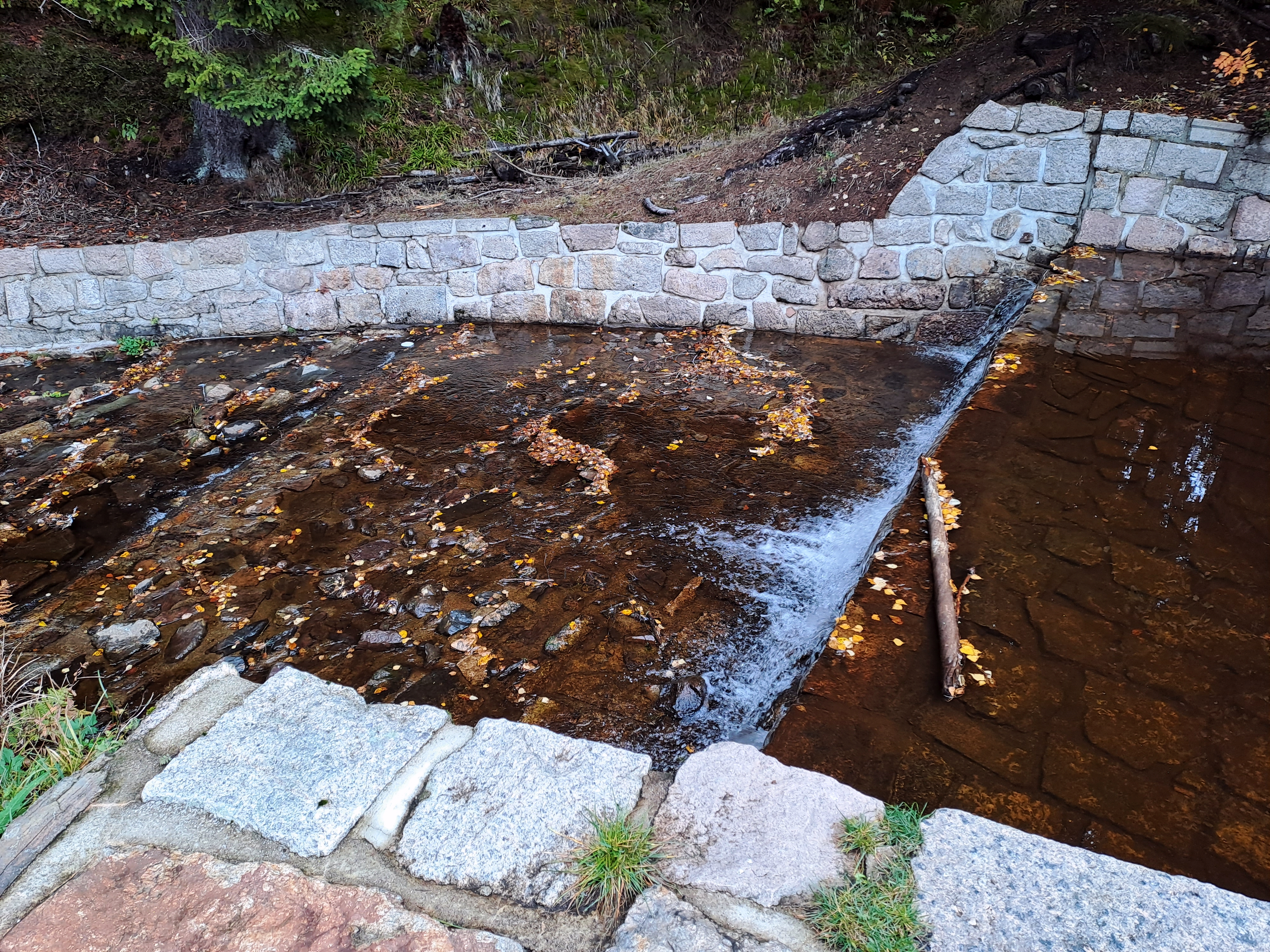
Odtok Eliášova potoka
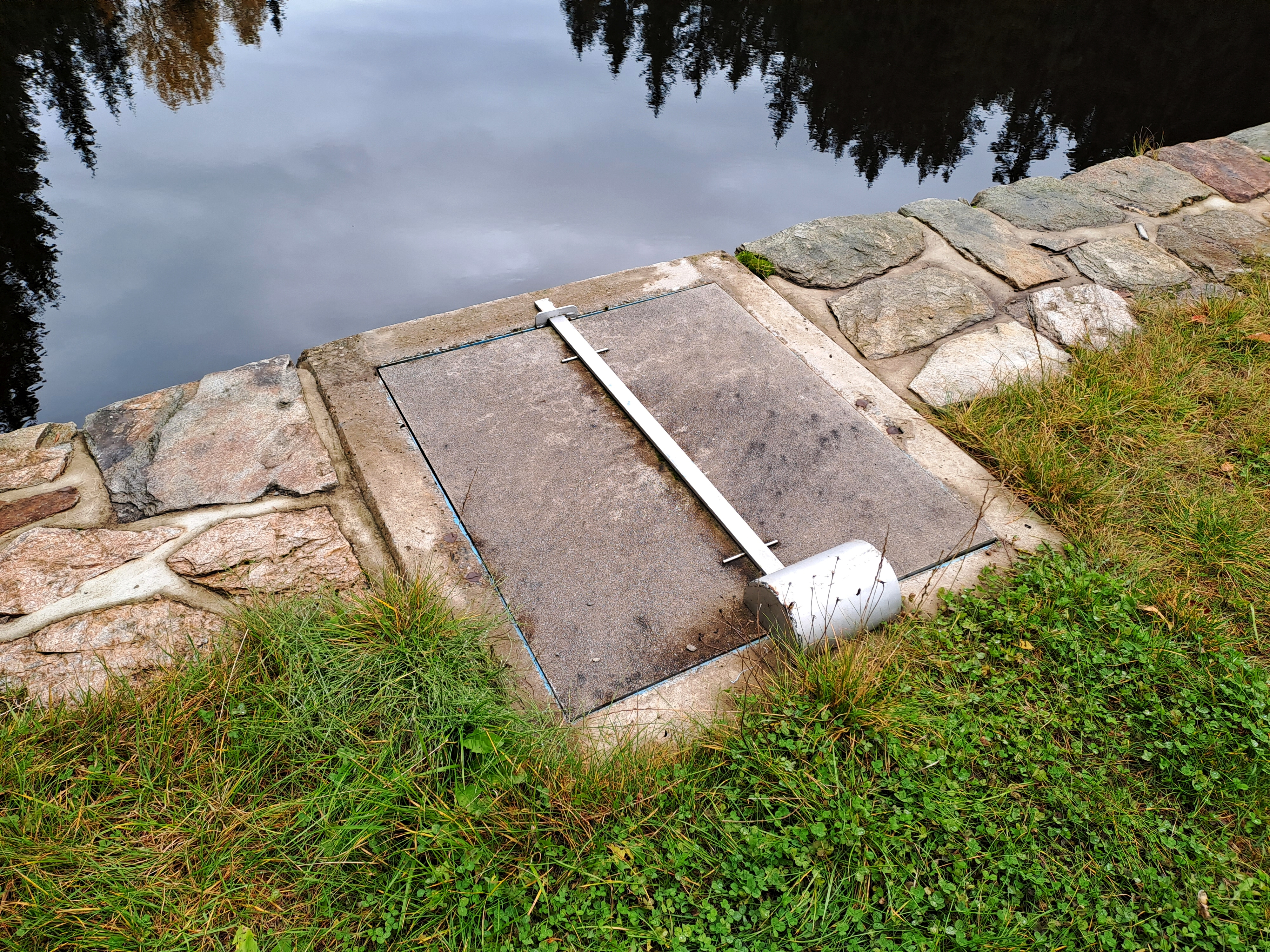
Požerák
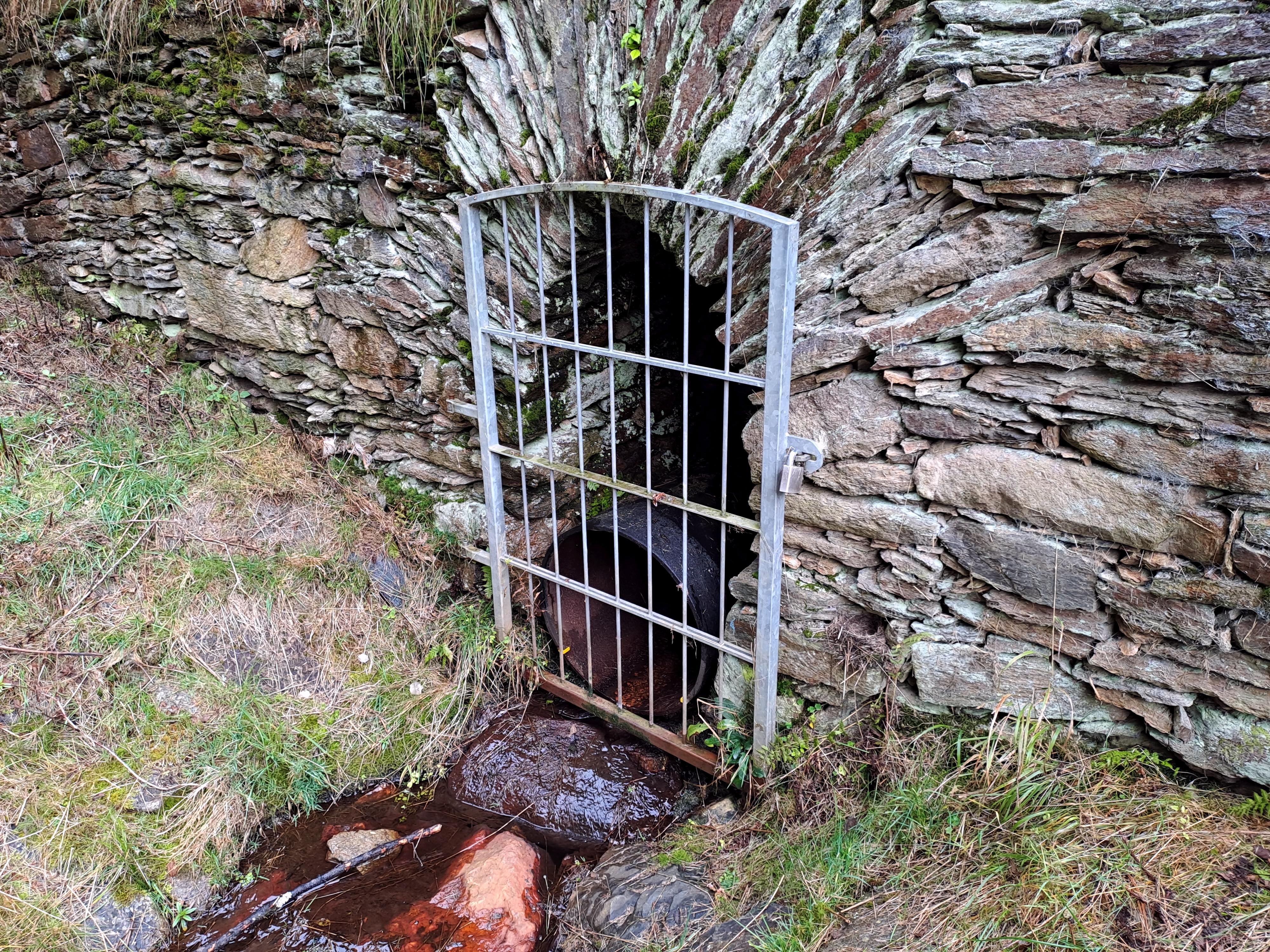
Výpustní štola